# Kali Hawk
Kali Hawk (* 14. Oktober 1986) ist eine US-amerikanische Schauspielerin, Komikerin und Model.

## Leben und Karriere
Kali Hawk wuchs als Tochter eines Einzelhändlers bei Barneys New York und einer Verkäuferin bei Bloomingdale’s in Manhattan auf. Sie war sehr begabt und besuchte bereits mit zwölf Jahren die Highschool. Nach ihrem Highschool-Abschluss besuchte sie ein Jahr lang das Theaterprogramm der State University of New York at Purchase, einem der Standorte der State University of New York.
Nach einigen Auftritten in Theaterstücken an der Lower East Side, zog sie nach Los Angeles, um sich auf ihre Modelkarriere zu konzentrieren. Sie hatte Auftritte in Werbekampagnen von Kentucky Fried Chicken und MTV Europe und spielte in diversen Musikvideos mit, unter anderem in Videos von Rob Zombie und Usher. Ihre ersten Rollen spielte sie 2006 in den Filmen Where Is Love Waiting und Holla.
Größere Bekanntheit erlangte Hawk durch ihre Rollen in All Inclusive, Männertrip und Peeples sowie durch ihre Rolle als Shelby in der Sitcom New Girl.

## Filmografie (Auswahl)
- 2005: Gotham Cafe (Kurzfilm)
- 2006: Where Is Love Waiting
- 2006: Holla
- 2008: The Game (Fernsehserie, Episode 2x18)
- 2009: All Inclusive
- 2010: Männertrip (Get Him to the Greek)
- 2011: Are We There Yet? (Fernsehserie, Episode 2x26)
- 2011: Brautalarm (Bridesmaids)
- 2011: Answers to Nothing
- 2011: Answer This!
- 2011: Let Go
- 2012: New Girl (Fernsehserie, 7 Episoden)
- 2012–2013: Let’s Stay Together (Fernsehserie, 3 Episoden)
- 2013: Peeples
- 2013: Inside Amy Schumer (Fernsehserie, Episode 1x10)
- 2014: Psych (Fernsehserie, Episode 8x05)
- 2016: Fifty Shades of Black
- 2018: Der Weihnachtsfluch – Nichts als die Wahrheit (The Truth About Christmas, Fernsehfilm)
- 2020: Fatale